# Catarina ou la Fille du bandit
 (mai 2023).
Si vous disposez d'ouvrages ou d'articles de référence ou si vous connaissez des sites web de qualité traitant du thème abordé ici, merci de compléter l'article en donnant les références utiles à sa vérifiabilité et en les liant à la section « Notes et références ».

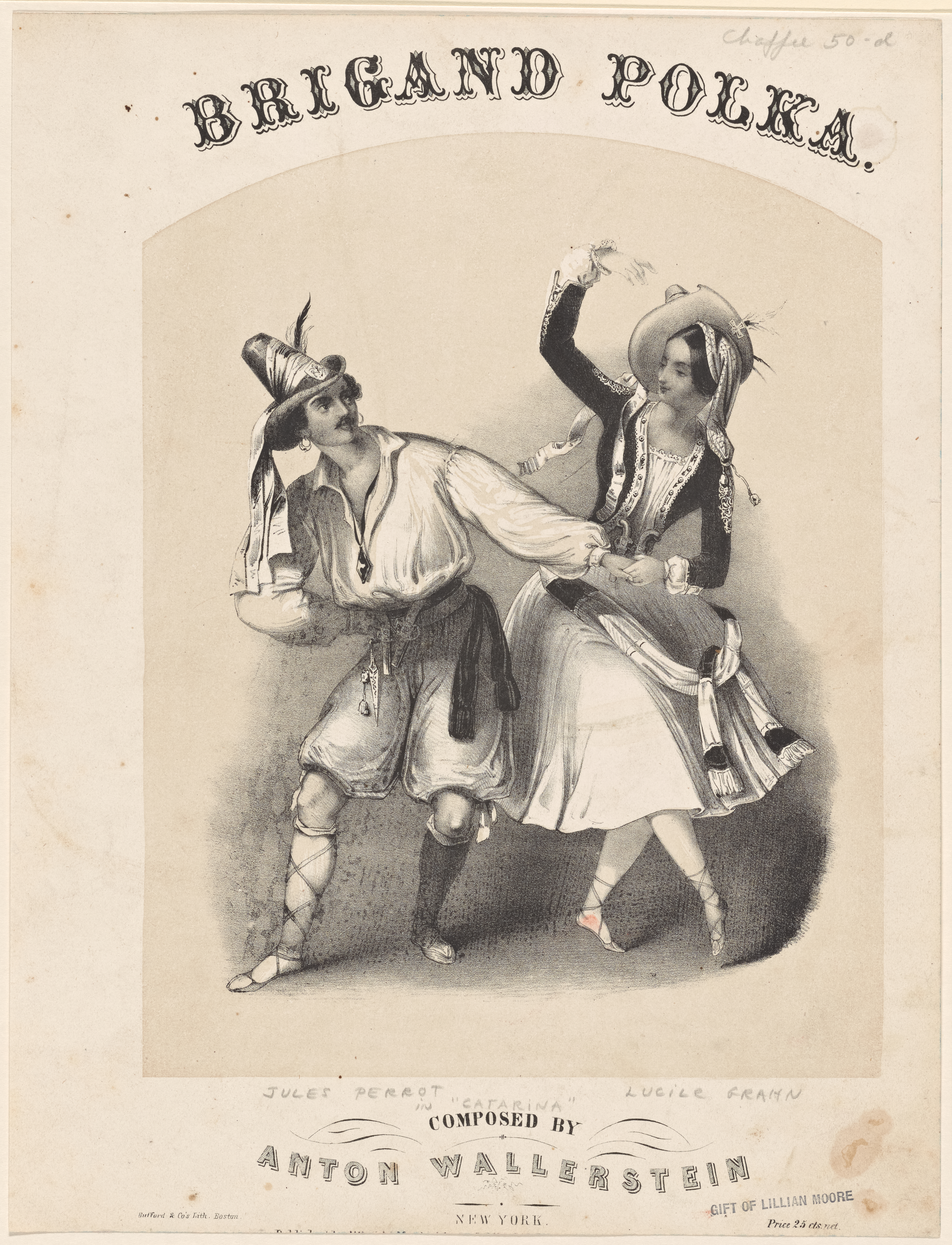
Jules Perrot en Lieutenant Diavolino et Lucile Grahn en Catarina dansant ensemble, 1846.

Catarina ou la Fille du bandit est un ballet en 5 tableaux de Jules Perrot, musique de Cesare Pugni, représenté pour la première fois au Her Majesty's Theatre de Londres le 3 mars 1846. Les rôles principaux sont dansés par Lucile Grahn, Jules Perrot et Louis Gosselin.

## Historique

### Première représentation

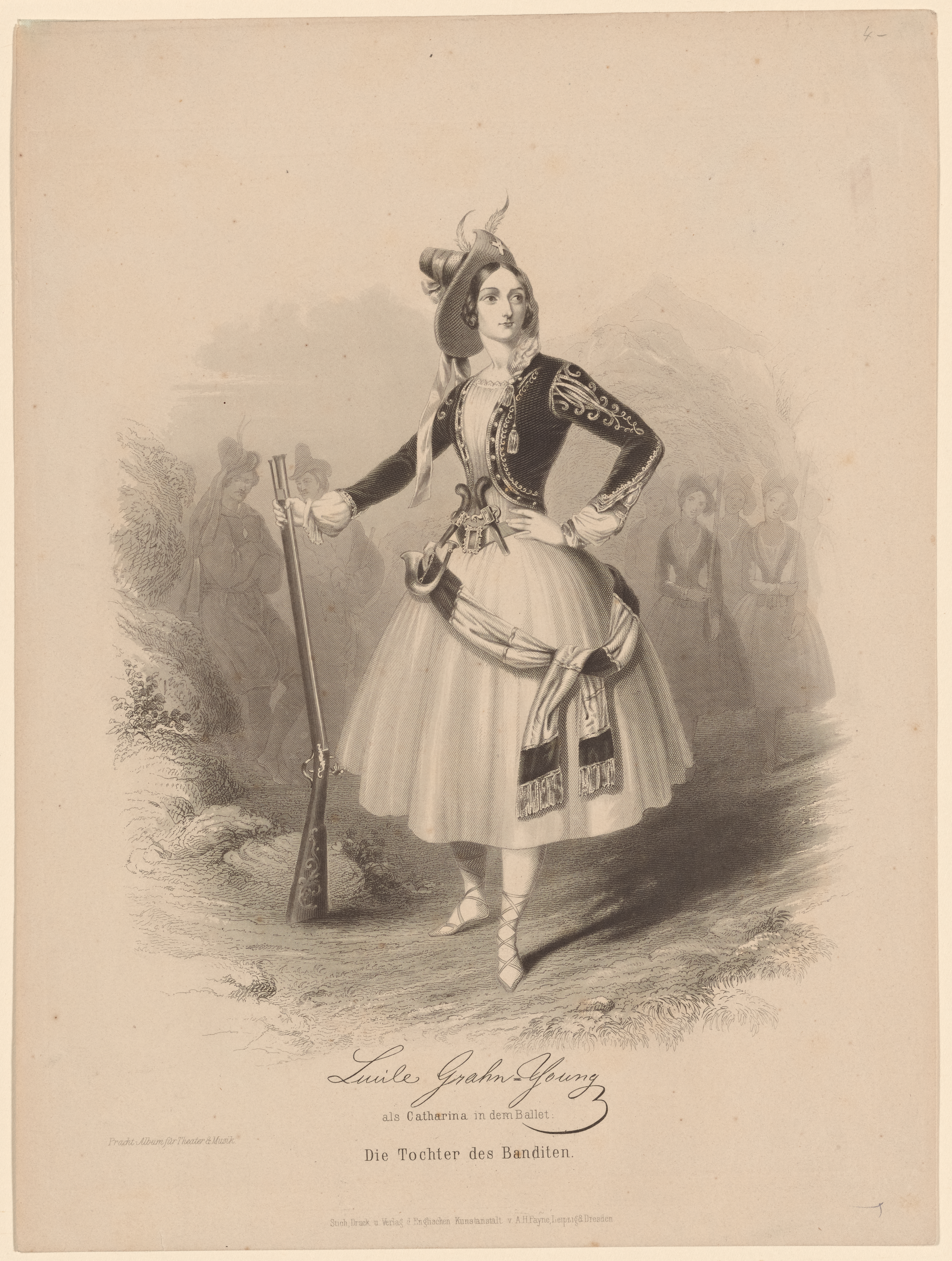
Lucile Grahn dans Catarina ou la Fille du bandit, 1846.

Le 3 mars 1846 a lieu la première représentation au Her Majesty's Theatre de Londres. Lucile Grahn interprète Catarina et Jules Perrot interprète le Lieutenant Diavolino. Jules Perrot est aussi le chorégraphe du ballet. 

### Reprises
Le ballet est repris à la Scala en 1847[réf. souhaitée]. 
Puis il est repris en 1849 à Saint-Pétersbourg au Théâtre Bolchoï Kamenny avec Fanny Elssler dans le rôle de Catarina, Jules Perrot dans le rôle du Lieutenant Diavolino et Christian Johansson dans le rôle de Salvator Rosa. 

## Adaptations
En 1870, Marius Petipa en donne une adaptation à Saint-Pétersbourg, la musique ayant été révisée par Iouli Gerber. La première a lieu le 1er/13 novembre 1870 au théâtre Bolchoï Kamenny avec Adèle Grantzow (Catarina) et Pavel Gerdt (Lieutenant Diavolino). Toutes les représentations sont à bénéfice pour la famille de Cesare Pugni qui venait de mourir en janvier.
Une nouvelle version est donnée par Enrico Cecchetti, Riccardo Drigo ayant révisé et ajouté de nouveaux morceaux à la partition de Cesare Pugni (version déjà révisée par Iouli Gerber). La première a lieu au théâtre Mariinski le 25 octobre/6 novembre 1888 avec Elena Cornalba dans le rôle de Catarina et Pavel Gerdt dans celui du lieutenant Diavolino. 
Une adaptation récente sous le titre de Catarina, ossia La figlia del bandito est donnée à Rome par Fredy Franzutti pour le Balletto del Teatro dell'Opera di Roma. La première a lieu le 11 mai 2007 avec Gaia Straccamore (dans le rôle de Catarina, meneuse des bandits) et Alessandro Molin (dans le rôle du Lieutenant Diavolino).